# Casey (Ontario)
Casey – gmina (ang. township) w Kanadzie, w prowincji Ontario, w dystrykcie Timiskaming.
Powierzchnia Casey to 80,75 km².
Według danych spisu powszechnego z roku 2001 Casey liczy 421 mieszkańców (5,21 os./km²).